# Carlo Pesenti
Carlo Pesenti, född den 15 juni 1907 i Alzano Lombardo, död den 20 september 1984 i Montréal, var en italiensk företagsledare.
Pesenti föddes in i en entreprenörsfamilj från Bergamoområdet. Efter examen från Politecnico di Milano 1933 började han arbeta i familjeföretaget Italcementi, vars kärnverksamhet rörde tillverkning av cement. Han valdes in i styrelsen 1940 och två år senare utsågs han till verkställande direktör.
Under åren efter andra världskriget upplevde den italienska cementindustrin en intensiv fas av tillväxt. De ökande vinsterna för Italcementi användes under 1950-talet till förvärv av aktieinnehav i ett flertal industriföretag och finansbolag. Under 1960-talet expanderade man särskilt inom banksektorn. Industrigruppen nådde toppen av sin storlek i början av 1970-talet, då det var 13:e största företaget i Italien.
I juni 1956 gjorde Pesenti en personlig investering, när han köpte aktiemajoriteten i biltillverkaren Lancia, som vid den tiden hade hamnat i allvarliga ekonomiska svårigheter. Försöken att få företaget lönsamt visade sig vara övermäktiga och 1969 tvingades Pesenti att sälja Lancia vidare till Fiat.
Vid slutet av 1960-talet utsattes Italcementi för ett fientligt uppköpsförsök av finansmannen Michele Sindona. Uppköpet misslyckades, men det höga pris som betalades för att återköpa aktierna från Sindona ledde till en betydande försämring av gruppens finansiella situation. Detta, tillsammans med den kraftiga lönsamhetsminskningen i cementindustrin orsakad av oljekrisen 1973, tvingade Pesenti att påbörja en gradvis avyttringsprocess och åter fokusera på kärnverksamheten.
Pesenti drabbades av hjärtkomplikationer och i början av 1983 tvingades han lämna sina uppdrag till sonen Giampiero. Pesenti dog på sjukhus i Montreal i september 1984.